# Lucasfilm
Lucasfilm is een in 1971 door George Lucas opgerichte filmmaatschappij. Lucasfilm heeft zijn hoofdkantoor in San Francisco.

## Geschiedenis
De filmmaatschappij, die bekendstaat om het zorgvuldige werk dat aan een film voorafgaat en haar vermogen om van onafhankelijke films een succes te maken, brengt relatief weinig films uit. Toch is Lucasfilm verantwoordelijk geweest voor een paar van de grootste kassuccessen ooit, waaronder de complete negendelige Star Wars saga. Lucasfilm Ltd. werd op 30 oktober 2012 voor 4,05 miljard dollar verkocht aan de Walt Disney Company. Disney kondigde een nieuwe Star Wars-trilogie aan, te beginnen in 2015 met Star Wars: Episode VII: The Force Awakens gevolgd door Episode VIII: The last jedi in 2017 en Episode IX : Star Wars: The Rise of Skywalker in 2019 heeft de trilogie compleet gemaakt. Het verhaal is dus een vervolg op de episodes die Lucasfilm eerder zelf produceerde (Episode I-VI).

## Divisies
- Lucas Digital
  - Skywalker Sound (postproductie geluidsediting)
  - Industrial Light and Magic (speciale effecten)
- Lucasfilm Animation (filmanimatie)
- Lucas Licensing (licensing en merchandising)
  - Lucas Learning (leermateriaal)
  - Lucas Books (uitgeverij)
- Lucas Online

### Voormalige divisies
- Pixar Animation Studios: de oorspronkelijke animatiedivisie van Lucasfilm werd in 1986 aan Steve Jobs verkocht voor 10 miljoen dollar. Jobs bouwde dit bedrijf uit tot wat vandaag de dag bekendstaat als Pixar.
- THX Ltd.: wereldberoemd theater- en filmgeluidsysteem. Sinds 2002 een onafhankelijk bedrijf, maar Lucasfilm is nog de grootste aandeelhouder in het privébedrijf.
- LucasArts: de computerspelontwikkelstudio van Lucasfilm. Deze werd tezamen met Lucasfilm eind 2012 gekocht door The Walt Disney company[1], maar werd in april 2013 opgedoekt.[2]

## Films
- THX 1138 (1971) (oorspronkelijk Warner Bros.)
- American Graffiti (1973) (oorspronkelijk Universal Studios)
- Star Wars[3] (1977, sinds Episode V bekend als Episode IV: A New Hope)
- More American Graffiti (1979)
- Star Wars: Episode V: The Empire Strikes Back[3] (1980)
- Raiders of the Lost Ark (1981)
- Star Wars: Episode VI: Return of the Jedi[3] (1983)
- Indiana Jones and the Temple of Doom (1984)
- Mishima: A Life in Four Chapters (1985)
- Latino (1986)
- Labyrinth (1986)
- Howard the Duck (1986)
- Willow (1988)
- Tucker: The Man and His Dream (1988)
- Indiana Jones and the Last Crusade (1989)
- Radioland Murders (1994)
- Star Wars: Episode I: The Phantom Menace[3] (1999)
- Star Wars: Episode II: Attack of the Clones[3] (2002)
- Star Wars: Episode III: Revenge of the Sith[3] (2005)
- Indiana Jones and the Kingdom of the Crystal Skull (2008)
- Star Wars: Episode VII: The Force Awakens (2015)
- Rogue One: A Star Wars Story (2016)
- Star Wars: Episode VIII: The Last Jedi (2017)
- Star Wars: Episode IX: The Rise of Skywalker[3] (2019)
- Indiana Jones and the Dial of Destiny (2023)